# مونن، پنجاب
مونن (به انگلیسی: Monan) یک روستا در پاکستان است که در ناحیه جهلم واقع شده‌است.